# Moune et son notaire
Pour plus de détails, voir Fiche technique et Distribution.
Moune et son notaire est un film français réalisé par Hubert Bourlon, sorti en 1933.

## Fiche technique
- Titre : Moune et son notaire
- Titre original : Moune et son vieux serin
- Réalisation : Hubert Bourlon
- Scénario : Marcel Manchez
- Photographie : Marcel Lucien
- Musique : Pierre Vellones
- Société de production : Société des Films Sirius
- Pays d'origine :  France
- Durée : 80 minutes
- Date de sortie : France, 21 juillet 1933

## Distribution
- Monique Rolland : Moune
- Max Dalban : Maître Valentin Parpevielle, le mari de Moune
- Marfa Dhervilly : Mme Parpevielle, la mère du notaire
- Fernand Charpin : l'aubergiste
- Milly Mathis : la femme de l'aubergiste
- Eric Barclay : le comte
- Jean Gehret : le docteur Belotte
- Tréki[1] : La Huchette
- Cosme : Albin Thourotte
- Gueille : le docteur Nouille